# (23562) 1994 TR1
1994 تي أر 1 (ويعرف أيضًا باسم (23562) 1994 تي أر 1 وفق تسمية الكوكب الصغير) (بالإنجليزية: 1994 TR1)‏ هو كويكب ضمن حزام الكويكبات؛ وترتيبه 23562 من حيث الاكتشاف.
اكتُشف هذا الجُرم الفلكي بواسطة Kin Endate ‏ في 2 أكتوبر 1994.

## وصلات خارجية
- (23562) 1994 TR1 في قاعدة بيانات مختبر الدفع النفاث لأجرام النظام الشمسي الصغيرة

- الاكتشاف · مخطط المدار ·  العناصر المدارية · المعلمات المادية

- (23562) 1994 TR1 على موقع ويكي سكاي: DSS2, SDSS, GALEX, IRAS, Hydrogen α, X-Ray, Astrophoto, Sky Map, Articles and images